# Балокко
Балокко (італ. Balocco, п'єм. Balòch) — муніципалітет в Італії, у регіоні П'ємонт, провінція Верчеллі.
Балокко розташоване на відстані близько 520 км на північний захід від Рима, 65 км на північний схід від Турина, 19 км на північний захід від Верчеллі.
Населення — 231 особа (2014).

## Демографія
Населення за роками:

Станом на 1 січня 2023 року в муніципалітеті офіційно проживало 9 іноземців з 3 країн, серед них 4 громадяни країн Євросоюзу.

## Сусідні муніципалітети
- Буронцо
- Каризіо
- Формільяна
- Сан-Джакомо-Верчеллезе
- Вілларбоїт